# Bathythrix prothorax
Bathythrix prothorax là một loài tò vò trong họ Ichneumonidae.